# Arnold Hasselblatt
Arnold Christian Theodor Hasselblatt (ur. 4 marca?/16 marca 1852 w Kambji, zm. 8 listopada 1927 w Tartu) – niemiecki dziennikarz i historyk, redaktor naczelny „Neue Dörptsche Zeitung” i „Nordlivländischen Zeitung”, archiwista miejski w Dorpacie, współautor (z Gustavem Otto) Album Academicum der Kaiserlichen Universität Dorpat. Żonaty z Anną Vierck (1853-1933). Ojciec polityka Wernera Hasselblatta (1890–1958).

## Wybrane prace
- Die Ehrenlegion der 14,000 Immatriculirten : weitere Streifzüge in das "Album Academicum der Kais. Universität Dorpat". Mattiesen, 1893
- Kulturbestrebungen des estnischen Volkes. 1913
- 24 Tage Bolschewiken-Herrschaft in Dorpat : Eindrücke und Erinnerungen nach Tagebuchnotizen. Dorpat: Mattiesen, 1919